# Chlamydorubra verrucosa
Chlamydorubra verrucosa är en svampart som beskrevs av K.B. Deshp. & K.S. Deshp. 1966. Chlamydorubra verrucosa ingår i släktet Chlamydorubra, divisionen sporsäcksvampar och riket svampar.   Inga underarter finns listade i Catalogue of Life.